# Vykintas Slivka
Vykintas Slivka, né le 29 avril 1995 à Panevėžys, est un footballeur international lituanien. Il évolue au poste de milieu de terrain dans le club du Hibernian Football Club dans le championnat écossais.

## Carrière

### En club
Après avoir rejoint la Juventus Turin, il est prêté successivement au club de Modène FC, au ND Gorica puis au FC Den Bosch puis à Ascoli.
À l'été 2017, il signe trois ans avec le club écossais d'Hibernian.

### En sélection
Il honore sa première sélection le 5 juin 2015, contre la Hongrie.

## Statistiques
| Saison                | Club                  | Championnat           | Championnat | Championnat | Coupe(s) nationale(s) | Coupe(s) nationale(s) | Compétition(s) continentale(s) | Compétition(s) continentale(s) | Compétition(s) continentale(s) | Lituanie | Lituanie | Total | Total |
| Saison                | Club                  | Division              | M.          | B.          | M.                    | B.                    | Comp.                          | M.                             | B.                             | M.       | B.       | M.    | B.    |
| 2013-2014             | Juventus Turin        | Serie A               | -           | -           | -                     | -                     | -                              | -                              | -                              | -        | -        | 0     | 0     |
| 2014-2015             | Modène FC (prêt)      | Serie B               | -           | -           | -                     | -                     | -                              | -                              | -                              | -        | -        | 0     | 0     |
| 2014-2015             | ND Gorica (prêt)      | PrvaLiga              | 12          | 1           | -                     | -                     | -                              | -                              | -                              | 3        | 0        | 15    | 1     |
| 2015-2016             | FC Den Bosch (prêt)   | Eerste divisie        | 28          | 2           | 4                     | 1                     | -                              | -                              | -                              | 9        | 0        | 41    | 3     |
| 2016-2017             | FC Den Bosch (prêt)   | Eerste divisie        | 12          | 0           | 1                     | 0                     | -                              | -                              | -                              | 4        | 1        | 17    | 1     |
| 2016-2017             | Ascoli Picchio (prêt) | Serie B               | 6           | 0           | -                     | -                     | -                              | -                              | -                              | 3        | 0        | 9     | 0     |
| 2017-2018             | Hibernian FC          | Premiership           | 22          | 2           | 5                     | 0                     | -                              | -                              | -                              | 8        | 1        | 35    | 3     |
| 2018-2019             | Hibernian FC          | Premiership           | 1           | 0           | -                     | -                     | C3                             | 6                              | 0                              | -        | -        | 7     | 0     |
| Total sur la carrière | Total sur la carrière | Total sur la carrière | 81          | 5           | 10                    | 1                     | -                              | 6                              | 0                              | 27       | 2        | 124   | 8     |